# Каракулі (Житомир)
Каракулі — історична місцевість Житомира, колишній хутір.

## Розташування
Місцевість розташована у північно-західній частині Житомира, у межах Богунського адміністративного району, в урочищі Кокоричанка. Місцевість сформувалася вздовж вулиці Каракульної, а також простяглася вздовж вулиць Перемоги, Вільський Шлях, проспекту Миру.
Місцевість огинають одні з найважливіших магістралей міста — проспект Миру, вулиця Перемоги. Відтак, район перетинає значна кількість маршрутів як муніципального, так і приватного громадського транспорту.
Історична місцевість межує: на півночі з Видумкою, на північному сході та сході — з Чеською Крошнею, із заходу та півдня оточена історичною місцевістю Кокоричанка. Із заходу до Каракулів примикає також мікрорайон Хмільники, який збудований в районі історичної місцевості Кокоричанки.
Забудова місцевості представлена житловими будинками садибного типу та багатоповерховими житловими будинками. Наявні території під промисловою забудовою.

## Історичні відомості
Історично місцевість являє собою давнє поселення старообрядців. Назва місцевості походить від прізвища землевласника тутешніх земель, штаб-ротмістра Каракуліна.
Каракулі як приміське поселення відоме з початку XIX століття як частина Кокоричанки. Історія Каракулів як окремого поселення розпочинається відтоді, як відставний штаб-ротмістр Каракулін на початку XIX століття придбав землі на берегах річки Кокоричанки. Придбані Каракуліним землі розташовувалися за межами міста, вздовж поштового шляху на село Вільськ. На сьогодні збереглася ділянка старопоштового шляху — вулиця Вільський Шлях (колишня назва Старопоштова вулиця).
У середині XIX століття передмістя Каракулі розділила казенна шосейна Києво-Брестська поштова дорога (нині проспект Миру). Тоді ж побудовано ділянку шосе в обхід Каракулів — фрагмент нинішньої вулиці Перемоги (між вулицею Миколи Сціборського та майданом Визволення).
Протягом першої половини XIX століття на колишні землі Каракуліна прибувають старообрядці. До середини XIX століття сформувалося поселення старообрядців.
На старих мапах зустрічаються різні назви місцевості, похідні як від назви річки, так і від прізвища землевласника Каракуліна. Зокрема, Каричанка, Какаричанка, Каракуля, Слобода Каракуля. Також зустрічалися об'єднані назви — Каричанка-Каракуліна, Кокаричанка-Каракулі.
Згідно з мапою міста, станом на 1852 рік хутір розташовувався на лівому та правому берегах річки Кокоричанки. Власне хутір розташовувався на лівому березі річки. До хутора належали занедбаний кінський млин, цегельня (недіюча), корчма та винокурня при поштовій дорозі. Протягом другої половини XIX — початку XX сторіччя, на землях слобідки з'являються старообрядницькі церква, кладовище та школа.
Старообрядницька церква побудована як молитовний дім у 1820-х роках. У 1870-х роках відбулася її докорінна реконструкція та розширення. Вперше у Російській імперії саме над будівлею старообрядницької церкви Покрова Святої Богородиці на Каракулях піднято купол та встановлено восьмиконечний старообрядницький хрест. В 1914 році до старообрядницького храму добудовано цегляну дзвіницю висотою 20 м. Церква являє собою пам'ятку архітектури місцевого значення та є діючою.
Старообрядницьке кладовище на Каракулях розташоване на протилежному, правому березі Кокоричанки. Кладовище закрите для нових поховань, однак підтримується в належному стані.
Також в районі слободи Каракуліна, по вулиці Перемоги розташовується млин побудови, датованої початком XX століття, який отримав статус пам'ятки архітектури місцевого значення.
Протягом другої половини XIX — початку XX століття ділянки слободи Каракулі знаходилися також уздовж Старопоштової дороги (нинішнього Вільського шляху) та межували з селом Крошня Житомирського повіту. Деякі з таких ділянок були придбані у старообрядців братами Бевензе, які побудували на викуплених землях цегельний завод. Поруч з цегельнею утворився провулок Бевензе (нині 4-й Вільський). Завод продовжував працювати за радянської влади та припинив роботу в 1990-х роках.
У 1897 році, згідно з переписом населення, у передмісті Каракулі мешкало 496 осіб.
У 1906 році як окремий населений пункт не зазначається.
У 1908 році на вулиці Каракульній завершено будівництво школи для дітей старообрядців. Будівля збережена донині. Тривалий час у будівлі розміщувалася загальноосвітня школа №30. Наразі у ній розташовується вечірня школа (вулиця Каракульна, 15).
У 1930-х роках на північному заході від Каракулів заснований єврейський хмелярський колгосп «Друкар-Колективіст», створений з числа працівників Житомирської окружної (обласної) друкарні. Згодом — колгосп «ім. XVII з'їзду КПРС», потому — колгосп «ім. XVIII з'їзду КПРС». Після Другої світової війни колгосп отримав назву «ім. Мічуріна». Фруктовий сад колгоспу знаходився на території колишнього хутора.
З листопада 1937 року через Каракулі здійснювався трамвайний рух по новозбудованій дільниці трамвайної колії, що простяглася по вулиці Карла Лібкнехта (тепер вулиця Перемоги та проспект Миру), від православного кладовища до району панчішної фабрики. Трамвайний маршрут проіснував до 1964 року, з перервами протягом Другої світової війни. З 1964 року до панчішної фабрики курсує тролейбус.
Після Другої світової війни на Каракулях розгортається будівництво садибних житлових будинків на вільних від забудови ділянках. На карті з'являються нові провулки 2-й, 3-й Каракульні. 4-й Каракульний провулок розбудовується у західному напрямку. Сформувалася системи Вільських та Кар'єрних провулків, поруч з цегельним заводом. Старопоштова вулиця (Вільський Шлях) забудовувалася малоповерховими багатоквартирними будинками, переважно «барачного» типу.
У 1980-х роках після розширення тодішньої вулиці Карла Лібкнехта (проспект Миру), на землях колгоспу імені Мічуріна, запроектовано новий житловий масив, з проектною назвою Північно-західний. Фруктовий сад колгоспу (історична територія Каракулів) перетворився на будівельний майданчик. Протягом 1988-1997 років будуються 8-14 поверхові багатоквартирні житлові будинки, як панельні, так і цегляні. У 2006-2007 роках збудована 16-поверхова багатоповерхівка. Вже у наші дні, одноповерхову будівлю колишньої лабораторії дитячої поліклініки знесено та на земельній ділянці триває будівництво житлового комплексу «Полісся-2» .
На Каракулях дотепер проживають представники старообрядницьких родів.